# Fabrizio León
Fabrizio León Diez (Ciudad de México, 1963) es un fotógrafo y periodista mexicano. Estudió Artes Visuales en el Centro de Educación Artística (Cedart) del Instituto Nacional de Bellas Artes. Pertenece al grupo fundador del periódico La Jornada y obtuvo el Premio Nacional de Periodismo e Información en 1992, en el renglón de Fotografía.
Por corto tiempo fue editor gráfico del diario La Prensa. Regresó poco después a La Jornada como editor, donde concibió un apartado con reportajes de cultura, espectáculos, ciencia, gastronomía y temas ligeros que se conoce como La Jornada de Enmedio, en el centro del mismo periódico.[cita requerida]
Publicó en 1984 el libro La banda, el consejo y otros panchos, en Editorial Grijalbo y, como fotoreportero, fue el compilador del libro 25 años de fotografía en La Jornada. Su exposición individual de 2003, Carne y demonio, en el Centro de la Imagen de la Ciudad de México, tuvo gran resonancia en medios nacionales y extranjeros. En el año 2010 fue director y productor del documental Guadalupe. A 450 años de su aparición, y en el 2012 dirigió y produjo otro documental, de tono biográfico, llamado Una pieza para Rockdrigo. Posteriormente se encargó de la edición y curaduría de la exposición de fotografías en el 30 aniversario de La Jornada en las Rejas de Chapultepec, en la Ciudad de México.